# Joe Pantoliano
Joseph Peter "Joe" Pantoliano (Hoboken; Nueva Jersey; 12 de septiembre de 1951) es un actor estadounidense de cine y televisión.

## Carrera
Comenzó su carrera sobre los escenarios de Nueva York. Pulió su arte con años de trabajo sobre las tablas y en televisión, hasta lograr el papel de Angelo Maggio -el personaje creado por otro nativo de Hoboken, Frank Sinatra- en la miniserie con la que la NBC adaptó la obra de James Jones De aquí a la eternidad (1979).
Sus papeles más conocidos son los de Ralph Cifaretto en la serie de la cadena HBO Los Soprano, como Teddy Gammell en Memento, como el capitán Conrad Howard en Bad Boys y como Cypher (Cifra) en Matrix.
También ha prestado su voz para los videojuegos Majestic (2001), Grand Theft Auto III (2001) y The Matrix: Path of Neo (2005).

## Filmografía

### Cine, televisión y videojuegos
- The Last of Us (2025), como Eugene
- Chucky (2022)
- Hide and Seek (2021)[1]
- Bad Boys for Life (2020)
- Sense8 (2014-2015)
- The Identical (2014)
- Call of Duty: Black Ops 2 (2013): voz e imagen de uno de los personajes del mapa "Mob of the Dead" del DLC del juego "Uprising"
- Percy Jackson y el ladrón del rayo (2010) dirigida por Chris Columbus.
- Falling Up (2009)
- Canvas (2006) dirigida por Joseph Greco.
- Mentes en blanco (2006) dirigida por Simon Brand.
- Cásate conmigo (2006)
- Héroe a rayas (2005) (Voz)
- Bad Boys 2 (2003) dirigida por Michael Bay.
- Daredevil (2003) dirigida por Mark Steven Johnson.
- Memento (2000) dirigida por Christopher Nolan.
- Matrix (1999) dirigida por Larry y Andy Wachowski.
- The Sopranos  (1999)
- Black and White  (1999)
- U.S. Marshals (1998) dirigida por Stuart Baird.
- Bound (1996) dirigida por Larry y Andy Wachowski.
- Bad Boys (1995) dirigida por Michael Bay.
- Dias de fortuna (1995).
- Congo de Frank Marshall, (1994).
- Baby's Day Out de Patrick Read Johnson (1994)
- El fugitivo (1993) dirigida por Andrew Davis.
- Me and the Kid (1993) dirigida por Dan Curtis.
- Código azul (1990) dirigida por John Mackenzie.
- El Diablo(1990) dirigida por Peter Markle
- Cuentos de la cripta(1989)
- Huida a medianoche (1988) dirigida por Martin Brest.
- La bamba (1987) dirigida por Luis Valdez.
- El imperio del Sol (1987) dirigida por Steven Spielberg.
- Atrapados sin salida (1986)
- Los Goonies (1985) dirigida por Richard Donner.
- The Mean Season (1985) dirigida por Philip Borsos.
- Risky Business (1983) dirigida por Paul Brickman.
- Monseñor (1982)
- The Idolmaker (1980) dirigida por Taylor Hackford